# Ancistrodes genuflexa
Ancistrodes genuflexa är en bladmossart som beskrevs av Marshall Robert Crosby 1976. Ancistrodes genuflexa ingår i släktet Ancistrodes och familjen Meteoriaceae. Inga underarter finns listade i Catalogue of Life.